# Paropsiopsis decandra
Paropsiopsis  es un género monotípico de plantas con flores perteneciente a la familia Passifloraceae. Su única especie, Paropsiopsis decandra, es originaria de África Occidental.

## Descripción
Es un arbusto o árbol pequeño, que alcanza un tamaño de hasta 10 metros de altura;

## Taxonomía
Paropsiopsis decandra fue descrita por (Baill.) Sleumer y publicado en Bulletin du Jardin Botanique National de Belgique 40: 74. 1970.
Sinonimia
- Paropsiopsis africana Engl.
- Paropsiopsis africana var. leucantha (Gilg) Pellegr.
- Paropsiopsis bipindensis Gilg
- Paropsiopsis ferruginea Exell
- Paropsiopsis jollyana Gilg
- Paropsiopsis leucantha Gilg
- Paropsiopsis pulchra Gilg
- Paropsiopsis zenkeri Gilg
- Smeathmannia decandra Baill.[3]